# Vetenskapslandet
Vetenskapslandet var ett Tv-program om svensk forskning som sändes varje vecka i Kunskapskanalen mellan 2004 och 2009. Vetenskapslandet var ett nationellt samarbetsprojekt mellan Sveriges universitet och högskolor, Utbildningsradion, UR och forskningsfinansiärerna FAS, Formas, KK-stiftelsen, Vetenskapsrådet och Vinnova samt Myndigheten för nätverk och samarbete inom högre utbildning. Projektet leddes av Universitets-TV vid Göteborgs universitet, som producerade programserien i samarbete med Utbildningsradion, UR.  Alla reportage publicerades på Forskning.se

## Bakgrund och syfte
Utbildningsradion har i sitt sändningsavtal ett uppdrag att samarbeta med universitet och högskolor. Projektet Vetenskapslandet främjade utvecklingen av högskolornas och universitetens användning av rörlig bild i forskningskommunikation enligt den Tredje uppgiften. Det främjade också samarbetet mellan och inom högskolor och universitet att använda rörlig bild i kommunikation och utbildning. I uppdragen ingick också att anordna konferenser med syfte att uppmärksamma kommunikation av forskning med rörlig bild. Bland annat ordnades konferensen Move on, där syftet var att hålla intresse och medieproduktion uppe även efter det att samarbetet inom utvecklingsprojektet Vetenskapslandet slutade. I projektet Vetenskapslandet ingick också utbildning av lärosätenas kommunikatörer och administratörer i digital filmredigering samt Tv-journalistik.

## Redaktion Göteborgs universitet
- Cecilia Anderson Edwall, projektledare
- Tove Orrbeck (Tove Eriksson), redaktör, programledare, projektledare
- Annika Koldenius, reporter, programledare
- Laila Östlund, filmfotograf
- Pamela Ericsson, filmfotograf, redigerare
- Torbjörn Rosander, producent
- Johan Lindh, ljud

## Programledare
- Tove Orrbeck (Tove Eriksson), Göteborgs universitet
- Johan Nyman, Lunds universitet
- Annika Koldenius, Göteborgs universitet

## Projektledare Göteborgs universitet
- 2004-2006 Cecilia Anderson Edwall
- 2007-2009 Tove Orrbeck